# Museum Burg Bederkesa

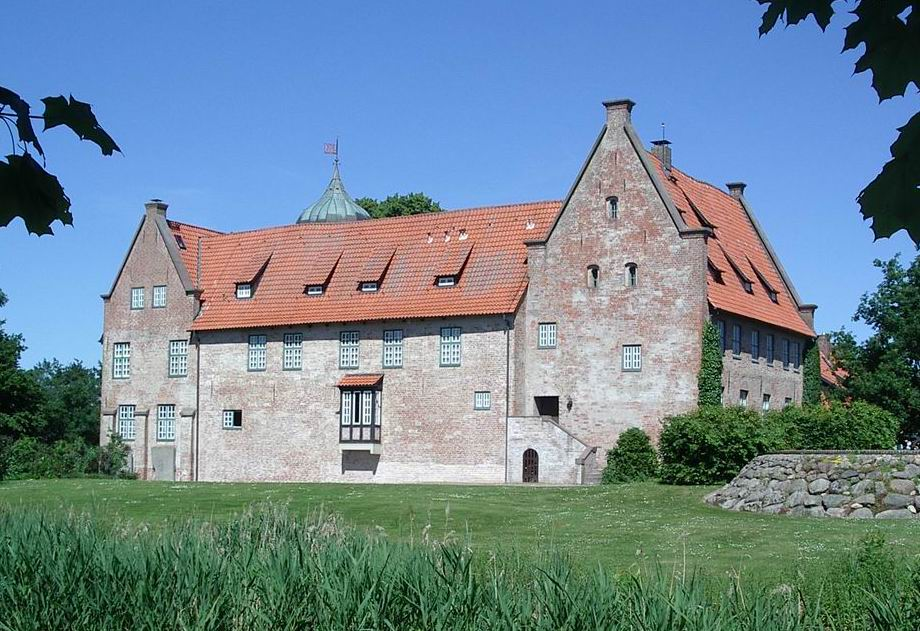
Burg Bederkesa, im August 2005

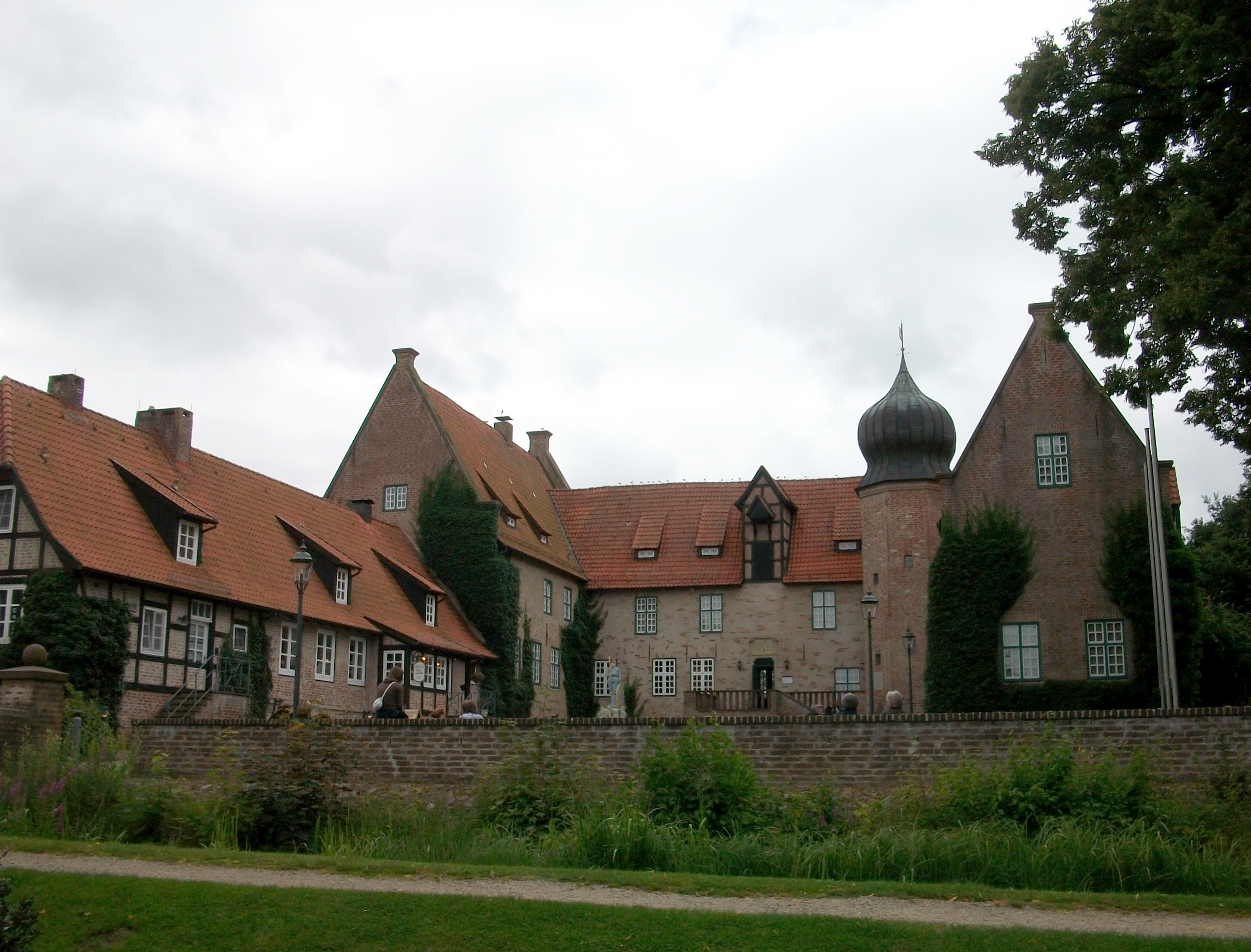
Eingang Burg Bederkesa

Das Museum Burg Bederkesa ist ein archäologisches und kulturhistorisches Museum in Bad Bederkesa im Landkreis Cuxhaven, Deutschland. Es wurde 1982 in der neu restaurierten Burg Bederkesa eingerichtet und zeigt reichhaltige Funde aus den mehr als 10.000 Fundplätzen des Landkreises Cuxhaven vom 4. Jahrtausend v. Chr. bis zur Neuzeit. Das Museum wird von der Archäologischen Denkmalpflege des Landkreises Cuxhaven getragen. Gefördert wird es durch die Burggesellschaft Bederkesa e. V. sowie von verschiedenen Institutionen aus dem Landkreis.
Besonders eindrucksvoll sind die außerordentlich gut erhaltenen Holzfunde aus der Wurtensiedlung Feddersen-Wierde des 1. bis 5. Jahrhunderts. Weitere Exponate stammen aus der Siedlungskammer Flögeln seit der Jungsteinzeit und den Altsächsischen Gräberfeldern an der Fallward des 4. und 5. Jahrhunderts. Deren herausragendstes Fundstück ist der Thron aus der Marsch, ein nahezu vollständig erhaltener Klotzstuhl. Zu den weiteren Glanzstücken der Ausstellung gehören gut erhaltene frühmittelalterliche Holzmöbel, Holzgeschirr und eine Schiffsbestattung. Das Museum betreut mehrere Wanderwege, sogenannte Denkmalpfade, zu archäologischen Fundstätten und Bodendenkmälern im Landkreis Cuxhaven.